# Квезал чубатолобий
Квезал чубатолобий (Pharomachrus antisianus) — вид птахів родини трогонових (Trogonidae).

## Поширення
Вид поширений на північному заході Південної Америки — у Венесуелі, Колумбії, Еквадорі, Перу і Болівії. Живе у незайманому або зрілому вторинному лісі на висоті 1200–3000 м.

## Опис
тах середнього розміру, завдовжки 33-34 см. У самця голова і верхня частина металево-зелені, а груди і живіт червоні. Він має короткий гребінь над основою дзьоба, знизу зелений, зверху помаранчевий. Нижня сторона хвоста біла. Самиці мають коричневі голову і верхню частину грудей, без гребеня.

## Спосіб життя
Живиться фруктами, комахами і дрібними хребетними.